# Heinrich Ambros Eckert

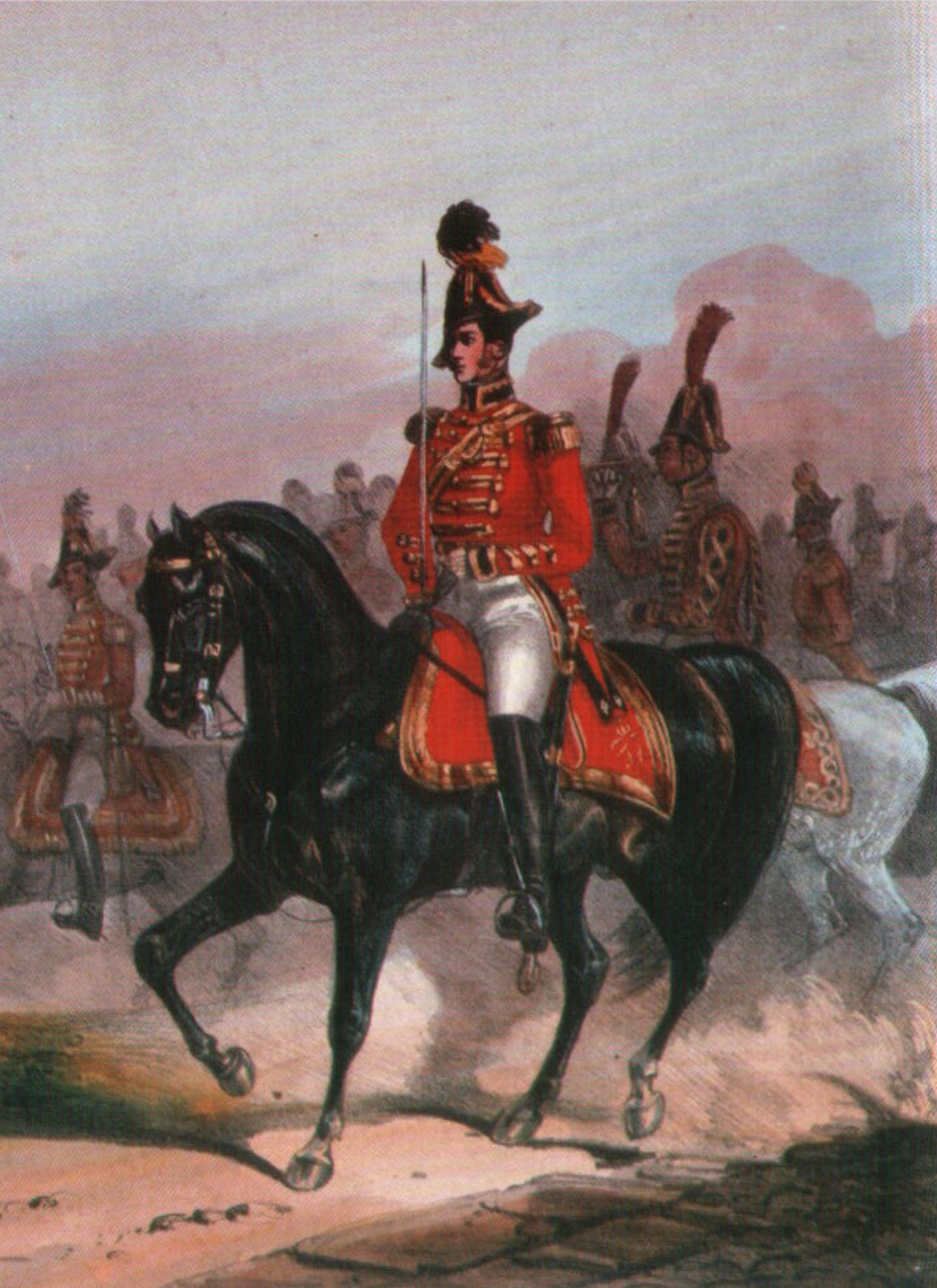
Membre muntat de la Guàrdia Reial

Heinrich Ambros Eckert   (Würzburg, 16 d'octubre de 1807 - Múnic, 10 de febrer de 1840) va ser un pintor alemany de peces de batalla. Va néixer a Würzburg al Gran Ducat de Würzburg (avui Baviera ), i en un principi va ser instruït per Carl Caspar Fesel (1775-1846). El 1825 va assistir a l'acadèmia de Múnic, i després va visitar el Tirol i França. Entre 1835 i 1840, juntament amb Monten i Schelver, va publicar un treball sobre l'exèrcit federal alemany, amb dues-centes plaques litogràfiques de colors; i un altre que il·lustra el retorn de les tropes russes a casa seva. Va morir a Munic el 1840, mentre estava compromès amb una foto de la gran revisió prop d'aquesta ciutat abans de l'emperador de Rússia. A més de temes de gènere i peces de batalla, va pintar vistes marines.

## Il·lustracions
- L'exèrcit federal alemany en grups característics, Würzburg, 1835–1840[2][3]
- Les forces armades alemanyes i l'exèrcit suís, Dortmund, Harenberg, (Reimpressió)